# Live View

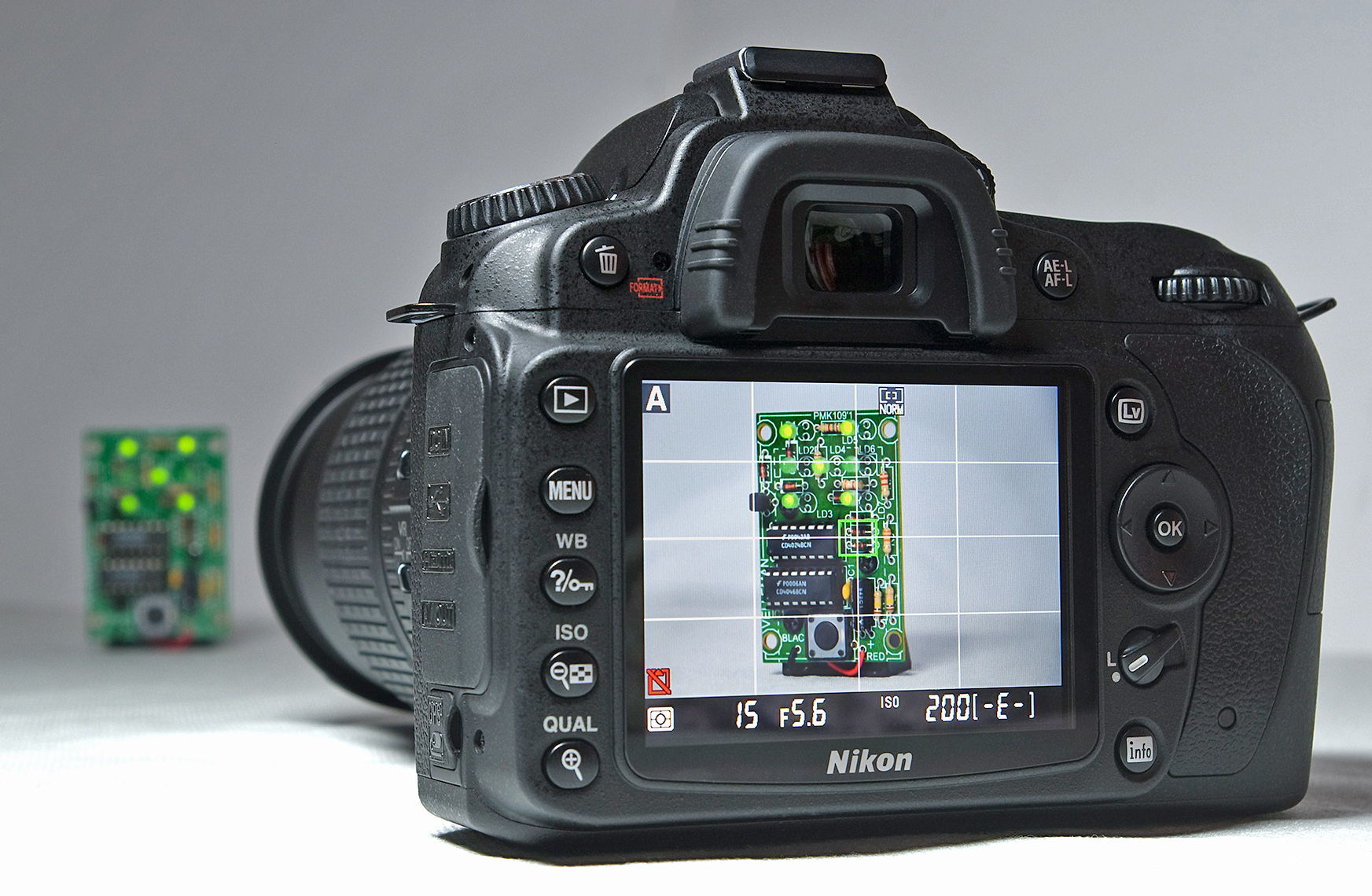
Nikon D90 з активною функцією Live View

Live View (LiveView, live preview, попередній перегляд  в реальному часі) - функціяз сенсора зображення камери на екран. 
Функція попереднього перегляду в реальному часі є на більшості компактних цифрових і на деяких DSLR-камерах.

## Історія технології
Концепція камери з попереднім переглядом  значною мірою пішла від цифрових відеокамер.
Першими цифровими фотоапаратами з можливістю попереднього перегляду в реальному часі на LCD-дисплеї є Casio QV-10 і Ricoh RDC-1 , випущені  у 1995 році.
До 2006 року  ця функція  використовувалась тільки на компактних (не дзеркальних) камерах. На початку 2005 року був випущений перший цифровий дзеркальний фотоапарат з функцією Live View - Canon EOS 20Da, дрібносерійна модель, призначена для  астрофотографії. У 2006 році з'явився перший масовий дзеркальний фотоапарат з функцією попереднього перегляду - Olympus E-330.

## Компактні камери з попереднім переглядом в реальному часі
На сьогоднішній день попередній перегляд у реальному часі (як по LCD-екрану, так і за допомогою електронного видошукача) є основним способом візування на компактних і  Псевдодзеркальних цифрових фотоапаратах.

## Однооб'єктивні дзеркальні камери з попереднім переглядом в реальному часі
До 2006 року  єдиним способом візування на цифрових дзеркальних фотоапаратах було використання оптичного видошукача.
Найпоширенішою функція Live View у DSLR камерах почалася в середині  2008 року, з появою функції відеозйомки. 
Нижче наводиться частковий список DSLR фотокамер  з  Live View:
- Canon: 20Da, 40D, 50D, 450D, 500D, 550D, 600D, 700D, 1000D, 1100D, 1D Mark III], 1Ds Mark III, 5D Mark II, 7D, 60D, 1D Mark IV
- Fujifilm: FinePix S3 Pro, FinePix S5 Pro, FinePix IS Pro
- Leica: Digilux 3
- Nikon: D90, D300, D300s, D700, D5000, D5100, D3100, D3, D3x, D7000, D3s, D4, D800
- Olympus: E-10, E-20, E-330, E-410, E-420, E-450, E-510, E-520, E-620, E-30, E-3, E-5
- Panasonic: DMC-L1, DMC-L10
- Sony: A300, A330, A350, A380, A500, A55, A77
- Pentax: K20D, K-7, K-x, K-r, K-5
- Samsung: GX-20